# YouTube-Partnerprogramm
Das YouTube-Partnerprogramm (in Kurzform YPP; auch YouTube-Partnerschaft; englisch YouTube Partner Program) ist ein Monetarisierungsprogramm von YouTube, das es qualifizierten Content-Erstellern ermöglicht, durch ihre Videos Einnahmen zu erzielen. Es wurde im Mai 2007 eingeführt und stetig erweitert.

## Geschichte
Das Partnerprogramm wurde 2007 eingeführt, um besonders populären YouTubern eine Einnahmequelle zu bieten. In den 2010er-Jahren wurde es zunehmend geöffnet. Nach mehreren Kontroversen um unangemessene Inhalte (u. a. die „Adpocalypse“) verschärfte YouTube ab 2018 die Zulassungsvoraussetzungen und etablierte ein Bewertungssystem für Werbefreundlichkeit. Laut YouTube wurden im Jahre 2022 mehr als 15 Milliarden US-Dollar an Creator ausgezahlt.

## Voraussetzungen
Für die Teilnahme am Partnerprogramm müssen Creator bestimmte Kriterien erfüllen, die sich über die Jahre mehrfach geändert haben. Seit Juli 2025 gelten unter anderem folgende Mindestanforderungen:
- Mindestens 500 Abonnenten
- Mindestens 3 öffentliche Videos in den letzten 90 Tagen
- 3000 Stunden Wiedergabezeit oder 3 Millionen YouTube-Shorts-Aufrufe in den letzten 12 Monaten
- Einhaltung der YouTube-Richtlinien
- Aktiviertes Google-AdSense-Konto

## Monetarisierungsmodelle
Teilnehmer erhalten Zugriff auf verschiedene Einnahmequellen, darunter zum Beispiel:
- Werbeanzeigen (vor, während oder neben Videos)
- Kanalmitgliedschaften
- Super Chat, Super Thanks, Super Stickers (Live-Streams)
- Einnahmen durch YouTube Premium-Abonnenten
- Merchandise-Verkäufe
- Shorts-Werbeeinnahmen (seit 2023)[3]

Im Gegensatz zu klassischen Videos erhalten Shorts-Creator 45 % der Netto-Werbeeinnahmen, während YouTube 55 % einbehält.

## Richtlinienverstöße und Demonetarisierung
YouTube behält sich vor, Kanäle, die gegen die Community-Richtlinien von YouTube oder die Monetarisierungsregeln verstoßen, aus dem Partnerprogramm auszuschließen. Seit Juli 2025 gelten strengere Vorgaben für wiederholte, KI-generierte oder „spamartige“ Inhalte.